# رولف بيترسون (لاعب كرة قدم)
رولف بيترسون (بالسويدية: Rolf Pettersson)‏ هو لاعب هوكي الجليد ولاعب كرة قدم سويدي، ولد في 27 سبتمبر 1926 في ستوكهولم في السويد، وتوفي في 9 نوفمبر 2010 في السويد. لعب مع نادي هاماربي لكرة القدم.

## وصلات خارجية
- رولف بيترسون على موقع EliteProspects.com (الإنجليزية)
- رولف بيترسون على موقع Eurohockey.com (الإنجليزية)
- رولف بيترسون على موقع أوليمبيديا (الإنجليزية)
- رولف بيترسون على موقع اللجنة الأولمبية السويدية (السويدية)